# Morettini

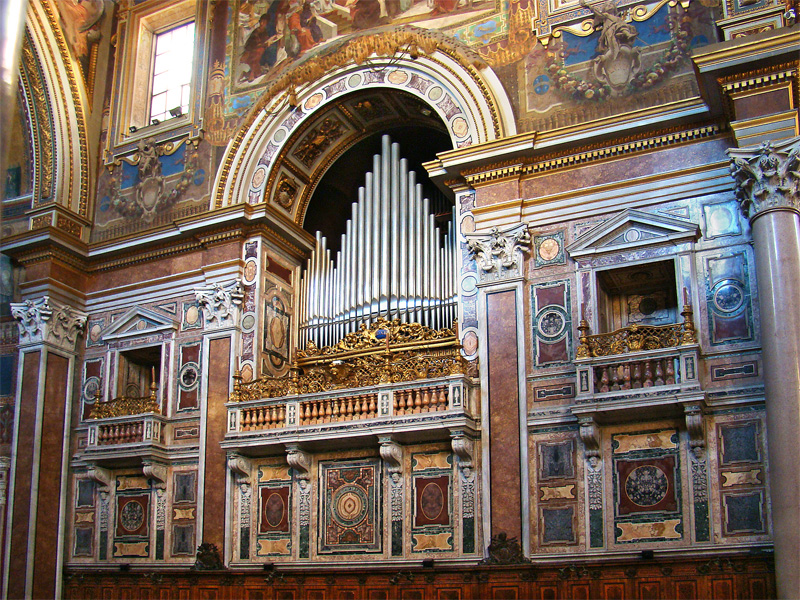
Organo Morettini del 1886 in San Giovanni in Laterano Roma

I Morettini furono una famiglia di costruttori d'organo o organari perugini la cui attività attraverserà tutto il XIX secolo. I Morettini furono tre: Angelo, Nicola e Francesco. Tutti o quasi gli organi Morettini sono tutt'oggi funzionanti.

## Angelo Morettini (1799-1877)
Il capostipite Angelo Morettini nacque a Perugia nel 1799 da una famiglia non abbiente, ma sin da piccolo mostrò un interesse particolare per la meccanica.
Nel 1819 fu mandato, dal padre, a bottega dell'organaro marchigiano Sebastiano Vici di Montecarotto. Costruì vari organi con il suo maestro ma i primi organi firmati da lui provengono dal suo laboratorio di Perugia aperto nel 1823 in cui, nello stesso anno, nacque il suo primo organo, collocato nella chiesa di San Nicolò a Cantiano, che rimase uno dei suoi migliori esemplari. Divenuto famoso costruì in poco più di cinquant'anni oltre 200 organi presenti in maggior numero in Umbria, nelle Marche e nel Lazio.
Al suo fianco, negli ultimi tempi, lavorò il figlio Nicola. Nel 1877 padre e figlio fecero l'opera più importante e laboriosa: cioè la costruzione dell'organo per la Chiesa di Sant'Agostino di Santiago del Cile. Questo organo accuratamente smontato venne imbarcato a Civitavecchia su di un mercantile. Pochi giorni dopo questa grossa commissione Angelo Morettini spirò lasciando l'eredità di una tradizione che perdurerà fino agli anni trenta del secolo successivo.

## Nicola Morettini (1836-1924)

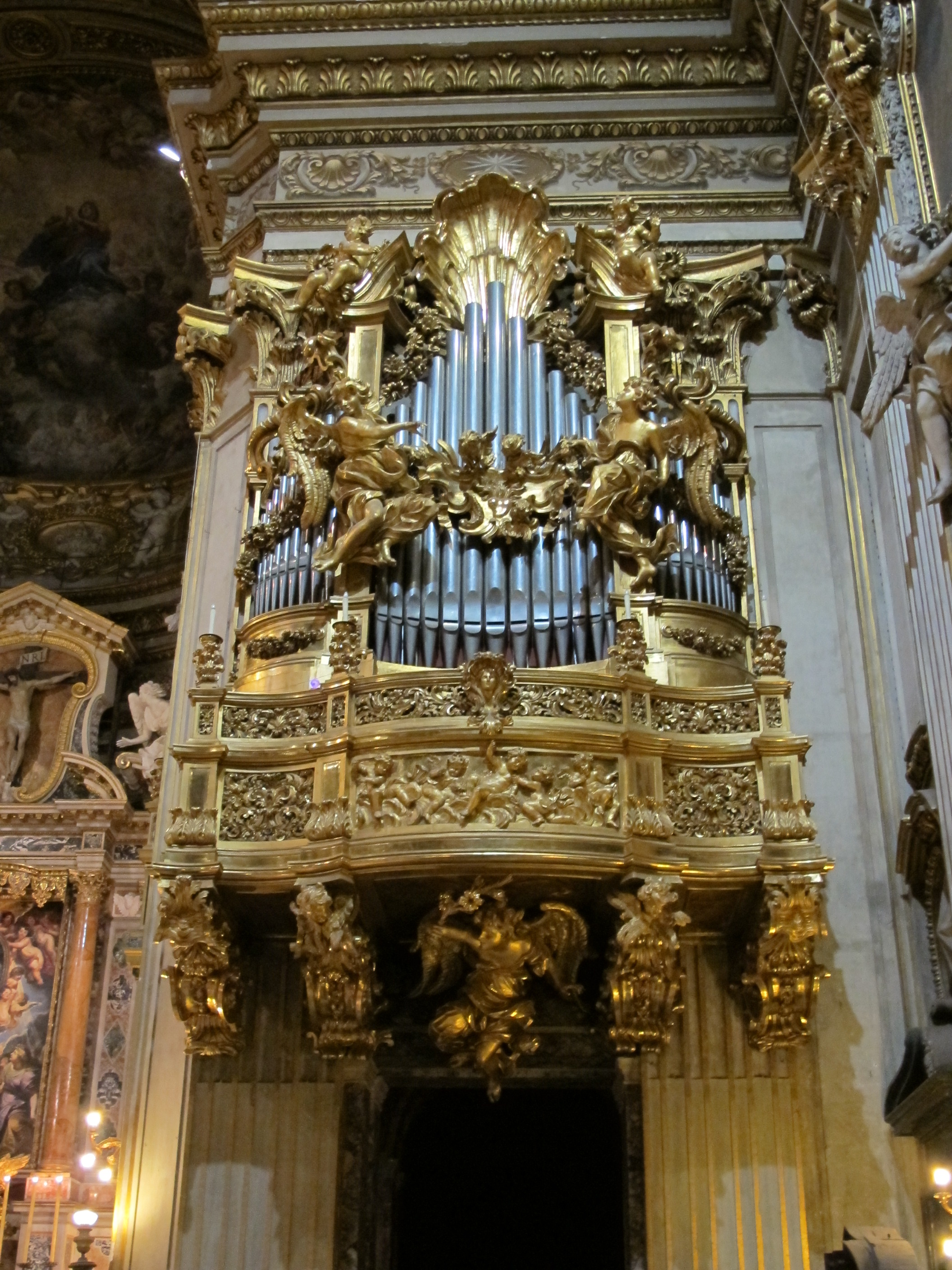
Organo di Santa Maria in Vallicella

Figlio di Angelo, nacque nel 1836 e fu, forse, più importante del padre, ma tutta la prima parte della sua produzione fu un frutto della collaborazione dei due organari insieme, insomma un prodotto di bottega. Una bottega che nel frattempo si era affermata, divenendo forse la più importante dell'Italia centrale. Nicola lavorò molto anche per chiese importanti come la Basilica di San Giovanni in Laterano, nel 1886. Papa Leone XIII apprezzò a tal punto il lavoro di Nicola per la sua Cattedrale che l'anno dopo lo nominò Cavaliere di San Gregorio Magno.
Nel 1888 costruisce l'Organo per la Cattedrale di Sant'Agata a Gallipoli (Lecce).
Fu, in seguito, ancora premiato dal Vaticano, con una grande commissione: l'organo per una cappella della Basilica di San Pietro nel 1891. Nicola morì nel 1924 non tralasciando di passare il testimone, e la ditta ormai consolidata e famosa passò nelle mani del figlio Francesco.

## I Morettini nel periodo 1871-1938
Francesco era nato nel 1871 e in gioventù lavorò a fianco del padre com'era successo anche per il padre stesso. Il patrimonio della bottega ormai quasi centenaria era cospicuo e Francesco preferì, dopo la morte di Nicola nel 1924, chiudere il vecchio laboratorio e trasferirsi in America del Sud.
Tornato a Perugia nel 1933 continuò la professione di famiglia, ma dopo la sua morte, nel 1938, la bottega dei Mastri organari Morettini chiuse definitivamente.

## Il Festival Organistico Morettini di Panicale
Oggi gli organi Morettini sono molto usati tanto che annualmente nella Collegiata di S. Michele Arcangelo a Panicale, in provincia di Perugia, dove si trova un organo Morettini del 1835, restaurato in occasione del Giubileo del 2000, viene organizzato, dal 2002, il Festival Organistico Morettini con la partecipazione di celebri organisti italiani e stranieri.

## Gli organi di Angelo Morettini
- 1818 – Chiesa di S. Spirito, Perugia.
- 1822 - Chiesa di Santa Croce, Piegaro.
- 1823 – Chiesa Priorale di S. Nicolò, Cantiano.
- 1823 - Chiesa di Sant'Agostino, Gubbio
- 1825 – Chiesa S. Nicolò di Celle.
- 1825 - Chiesa-museo di Santa Croce, Umbertide.
- 1826 - Chiesa di S. Angelo sul Monte Fogliano, Cura di Vetralla (VT).[2]
- 1829 - Cattedrale SS. Annunziata Camerino; Opus XXI.
- 1830 - 1834 Chiesa della Madonna delle Grazie, detta di San Filippo Neri, Montecarotto (AN), opus  N° 35 costruito insieme al suo maestro Sebastiano Vici
- 1830 – Chiesa di S. Maria delle Grazie a Monte Giberto.
- 1830 - Chiesa dei SS. Pietro, Paolo e Donato in Corridonia.
- 1832 – Basilica di Santa Maria degli Angeli, Assisi.
- 1834 – Chiesa di S. Pietro del Castagno, Viterbo.
- 1835 – Collegiata di S. Michele Arcangelo a Panicale. * 1837 — Collegiata di San Giovanni e Benedetto, Montegiorgio
- 1838 – Chiesa di S. Maria del Riposo, Tuscania.
- 1839 – Santuario della Madonna delle Grazie, Monte Giberto.
- 1839 - Duomo, Capranica.
- 1841 – Chiesa di S. Agostino, Amelia.
- 1842 – Chiesa di S. Agostino, San Severino Marche.
- 1844 - Collegiata di Vignanello (VT).
- 1845 – Duomo di Tuscania.
- 1846 - Chiesa di San Pietro (VT).
- 1848 – Santuario di S. Maria della Quercia, Viterbo.
- 1849 - Chiesa Parrocchiale di San Nicolò da Bari, Poggio San Marcello (AN)
- 1851 – Chiesa di Santo Gemine (Duomo), San Gemini
- 1852 – Basilica di S. Croce, Monastero di Fonte Avellana, Serra Sant'Abbondio.
- 1855 - Basilica Cattedrale di Santa Maria Assunta, Nepi.
- 1856 – Chiesa dei SS. Pio e Antonio ad Anzio.
- 1856 – Basilica dei Santi Giovanni e Paolo, Roma.
- 1857 – Cattedrale di S. Maria Assunta a Segni.
- 1857 – Chiesa di S. Pietro Apostolo a Segni.
- 1870 – Basilica di San Domenico, Perugia.
- ? - Chiesa di S. Maria della Valle, Monte San Giovanni Campano.

## Gli organi di Angelo e Nicola Morettini
- 1857 – Chiesa di Maria Ss. in Valverde, Tarquinia.
- 1858 - Chiesa Collegiata Maria Ss. del Suffragio, Monte San Giovanni Campano (FR)
- 1859 – Chiesa di Santa Maria al Corso, Gubbio.
- 1862 – Cattedrale di Gualdo Tadino.
- 1863 -- Chiesa di Santa Maria Assunta, Corciano
- 1864 – Chiesa S. Silvestro Papa, Piegaro.
- 1864 – Chiesa di S. Clemente, Latera (VT).
- 1869 – Duomo di Santa Maria Maddalena a Monterotondo.
- 1872 – Basilica di S. Maria del Suffragio, Grotte di Castro.
- 1873 - Chiesa di Santa Maria di Colle, Perugia.
- ? – Basilica di S. Giovanni, Perugia.
- 1877 – Chiesa di S. Maria Rossa, Perugia.
- 1877 – Chiesa di S. Agostino, Santiago del Cile.
- 1878 – SS. Maria dei Miracoli a Castel Rigone.
- 1878 – SS. Maria delle Grazie in Casamaggiore di C. Lago (PG)
- 1880 – Collegiata di S. Maria della Presentazione, Vignanello.
- ? - Chiesa di S. Giovanni Battista, Carpineto Romano.
- 1883 - Chiesa di S. Leone XIII, Carpineto Romano.
- ? - Chiesa di S. Maria Assunta, Segni.
- ? – Santa Maria Assunta, Corciano.
- ? – Chiesa dei PMO della Maddalena a Ripatransone.
- ? – Cappella di S. Gregorio Magno al Collegio della Sapienza in Perugia.
- ? – Chiesa di Santa Maria dei Servi di Gubbio.
- ? – Chiesa del Collegio Teologico della Provincia Romana, di Ceprano.

## Organi di Nicola Morettini

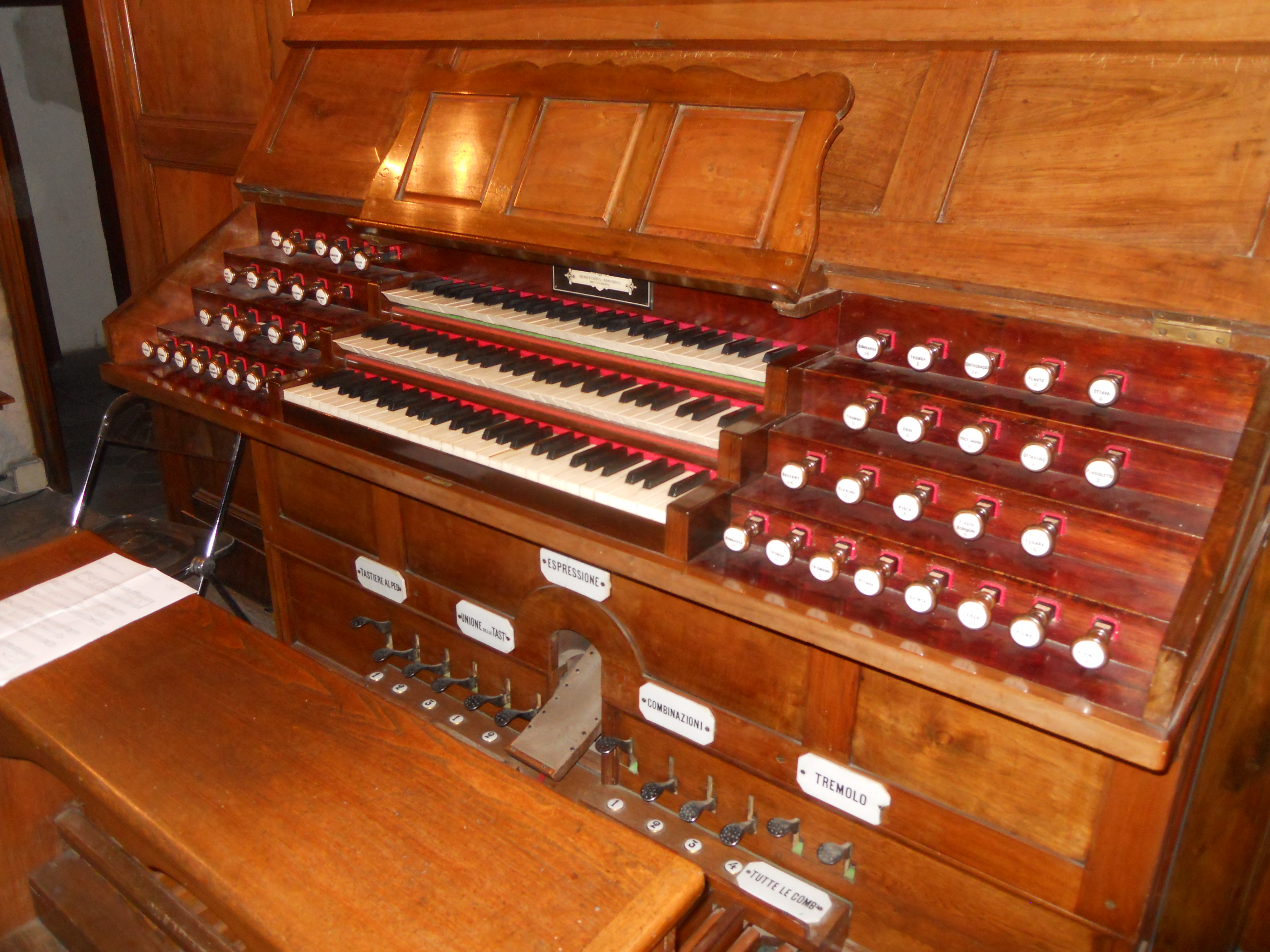
Consolle S. Giovanni in Laterano

- 1879 – Chiesa di S. Secondo, Gubbio.
- 1879 – Chiesa di Santa Maria Maggiore, Cerveteri (scomparso).
- 1879 – Concattedrale Santa Margherita e Martino, Tarquinia.
- 1881 – Chiesa di S. Ercolano, Perugia.
- 1881 – Chiesa di S. Giovanni, Gubbio.
- 1882 - Chiesa di S. Lucia in Gonfalone, Roma.
- 1885 - Chiesa di San Bernardo alle Terme, Roma[3]
- 1886 – Basilica di San Giovanni in Laterano, Roma.
- 1888 – Cattedrale di Sant'Agata, Gallipoli.
- 1889 – Cattedrale di Cagli.
- 1890 – Chiesa Parrocchiale di San Benedetto Abate, Mugnano.
- 1892 – Basilica di San Pietro in Vaticano.
- 1895 - Chiesa di Santa Maria in Vallicella (Chiesa Nuova), Roma
- 1898 – Basilica di Santa Maria degli Angeli, Assisi.

## Organi di Nicola e Francesco Morettini
- 1899 – S. Maria della Consolazione a Nereto.
- 1907 - Santi Leonardo ed Erasmo, Roccagorga.[4]

## Organi di Francesco Morettini
- 1925 – Chiesa di S. Sebastiano Latera (VT)
- 1883 – Chiesa di San Leone Magno, Carpineto Romano.
- 1938 - Chiesa di San Leonardo, Tarquinia (VT).[5]